# Vini Castellari
Vini Castellari é o nome artistico de Vinicius Castellari, guitarrista e compositor. Um dos fundadores da banda brasileira de heavy metal Project46, formada em 2008 em São Paulo. Ganhou destaque da imprensa após se declarar abertamente gay em 2015, poucos dias antes do Rock in Rio.

## Discografia
EP's
- - If You Want Your Survival Sign Wake up Tomorrow (2009)
  - Ao Vivo @ Inferno Club (2011)

Álbuns de estúdio
  - Doa a Quem Doer (2011)
  - Que Seja Feita a Nossa Vontade (2014)
- TR3S (2017)